# إيملي ثورنتون تشارلز
إيملي ثورنتون تشارلز (بالإنجليزية: Emily Thornton Charles)‏ هي ناشطة حق المرأة بالتصويت ‏ وكاتِبة وسفرجات وصحفية وشاعرة أمريكية، ولدت في 21 مارس 1845 في لافاييت في الولايات المتحدة، وتوفيت في 25 أبريل 1895 في واشنطن العاصمة في الولايات المتحدة.